# 小行星7788
小行星7788（7788 Tsukuba）是一颗围绕太阳公转的小行星。1994年12月5日，中村彰正在久万高原町发现了此天体。
該小行星以日本茨城縣的筑波市命名。
这颗小行星的绝对星等为204.00409等。